# Aurélie Aubert (boccia)
Pour les articles homonymes, voir Aurélie Aubert et Aubert.
Aurélie Aubert, née le 9 juin 1997 à Dreux, est une joueuse française de boccia, championne paralympique aux Jeux de Paris en 2024.

## Biographie
Aurélie Aubert est atteinte de paralysie cérébrale à la suite d'un manque d'oxygène lors de sa naissance

### Carrière

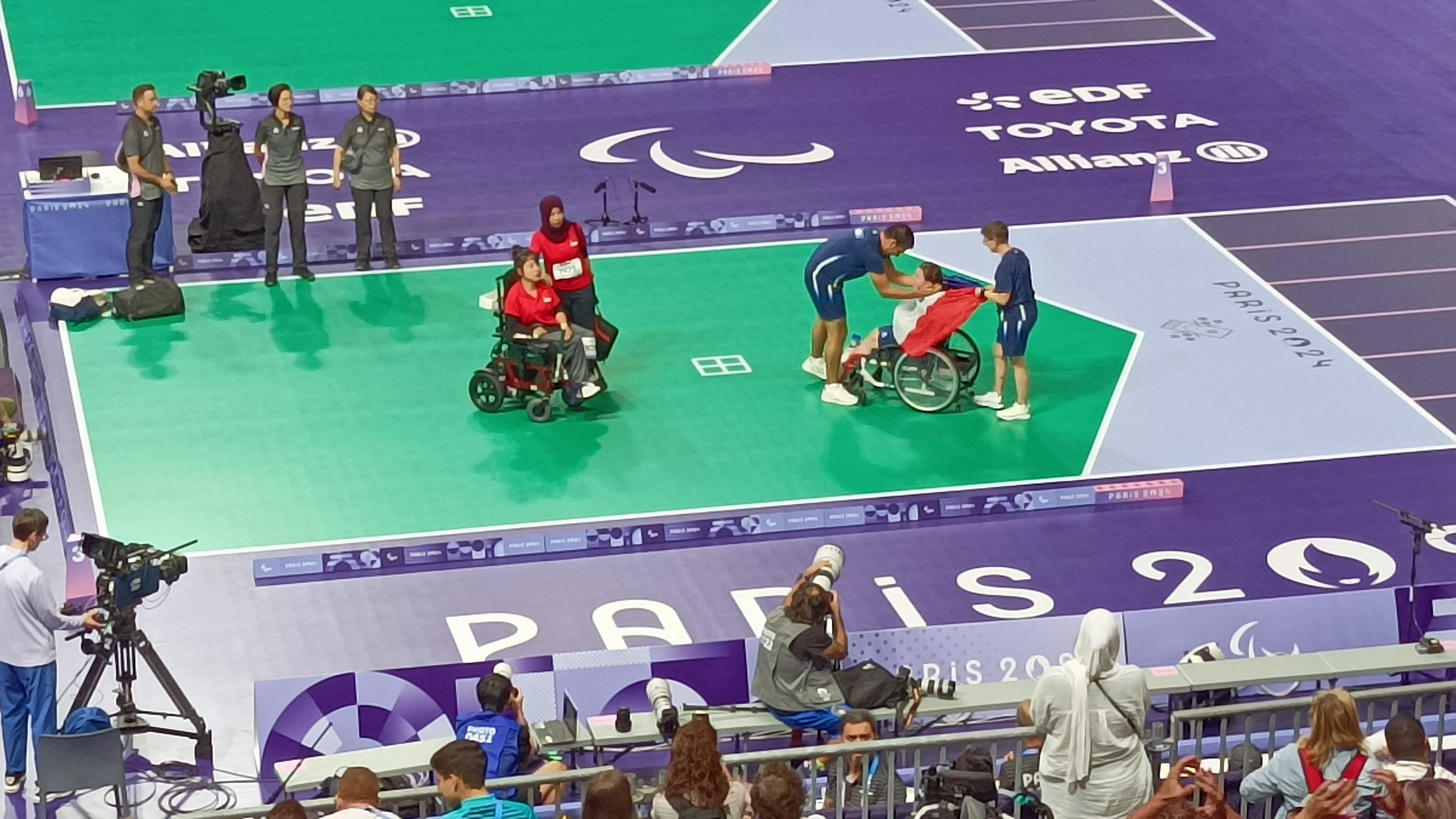
Aurélie Aubert (à droite) après sa finale victorieuse face à Jeralyn Tan Yee Ting (à gauche) pendant les Jeux paralympiques d'été de 2024, avec Claudine Llop Cliville.

Aurélie Aubert débute la pratique de la boccia en 2010, à l'âge de 12 ou 13 ans. N'aimant pas le sport à cet âge, elle raconte être venue à la boccia car les éducateurs du centre de réadaptation de Richebourg, dont elle était pensionnaire, lui avaient promis, en échange, « plein de carrés » de chocolat. Elle y rencontre également Claudine Llop Cliville, alors infirmière, qui devient son assistante de jeu et sa coach.
Aurélie Aubert s'entraîne deux fois par semaine, une dizaine d'heures environ. Elle est accompagnée dans sa pratique par une préparatrice mentale, de l’analyse vidéo et des soins de kinésithérapie.
En 2023, elle participe aux Championnats d'Europe de boccia à Rotterdam. Elle termine à la quatrième place de la catégorie BC1.
Capitaine de l'équipe de France, elle dispute les Jeux paralympiques de 2024 à Paris. Elle se qualifie pour la finale individuelle féminine BC1 en éliminant la Bermudienne Yushae Andrade au tie-break. Elle remporte ensuite la médaille d'or en battant en finale la Singapourienne Jeralyn Tan Yee Ting, malgré une erreur en fin de match : elle refuse les trois dernières balles en croyant à tort que son adversaire n'en a plus. Elle remporte quand même la partie 2-0, 5-0 et 5-3. Il s'agit alors de la toute première médaille paralympique française dans la discipline et du premier titre international de sa carrière pour Aurélie Aubert. Elle affirme espérer que sa victoire donnera plus de visibilité à la boccia.
Elle est nommée porte-drapeau de la délégation française pour la cérémonie de clôture des Jeux paralympiques en compagnie du tireur Tanguy de La Forest, et a l'honneur d'éteindre la flamme. Le 14 septembre 2024, Aurélie Aubert est faite chevalier de la Légion d'honneur.
Le 2 février 2025, Aurélie Aubert remporte la finale du championnat de France à Foix, dans l'Ariège, face à Jean-Christophe Tabary (catégorie BC1), sur le score de 3-2. Du fait du nombre relativement restreint de participantes en championnat national, les matchs peuvent être mixtes. Aurélie Aubert devient ainsi la première femme sacrée championne de France de boccia dans sa catégorie.
Le 13 juillet 2025, elle devient championne d'Europe de boccia pour la première fois en battant en finale l’Israélienne Orit Kelner. Elle s’est imposée en finale au terme de la cinquième et dernière manche de départage, alors qu’elle était mal engagée dans la partie.
Aurélie Aubert est devenue ambassadrice pour le programme "Kinder Joy of Moving", soutenu par Ferrero, qui aide au financement de sa carrière et à promouvoir l’inclusion du handisport.

## Club
Aurélie Aubert est licenciée au club d'Handisport Actions Win'27 Aubevoye, dans l'Eure.

## Palmarès handisport

### Jeux paralympiques
- Jeux paralympiques d'été de 2024 à Paris
  -  Médaille d'or en individuel BC1

### Championnat d'Europe
- Championnat d'Europe 2025 à Zagreb Croatie
  - Championne d'Europe, catégorie BC1

### Championnat de France
- Championnat de France de 2025 à Foix
  - Championne de France, catégorie BC1

## Décorations
- Chevalière de la Légion d'honneur (décret du 23 septembre 2024)[13]